# Satyawati Suleiman
Satyawati Suleiman (ur. 7 października 1920 w Bogorze, zm. 26 lutego 1988 w Dżakarcie) – indonezyjska archeolog i historyk.
Specjalizowała się w ikonografii i była znana z dużej wiedzy na temat artefaktów archeologicznych z Sumatry i Jawy.
W 1953 roku jako pierwsza kobieta ukończyła studia archeologiczne na Uniwersytecie Indonezyjskim.

## Publikacje (wybór)
- The Ancient History of Indonesia. Embassy of the Republic of Indonesia, Cultural Department, lata 60. Brak numerów stron w książce
- Monuments of Ancient Indonesia. Archaeological Foundation, 1976. Brak numerów stron w książce
- The archaeology and history of West Sumatra. Pusat Penelitian Purbakala dan Peninggalan Nasional, Departemen P & K, 1977. Brak numerów stron w książce